# Мин Сон Е
Мин Сон Е (кор. 민선예, кит. 閔先藝; род. 12 августа 1989 года, известная мононимно как Соне) — южнокорейская певица, актриса и миссионерка. Бывшая участница женской группы Wonder Girls.
Дебютировала в 2007 году как лидер и главная вокалистка гёрл-группы Wonder Girls, однако приостановила деятельность в 2013 году, и год спустя окончательно покинула коллектив.
Суне вернулась в индустрию развлечений в августе 2018 года, подписав контракт с компанией Polaris Entertainment. Соне официально дебютировала сольно с мини-альбом Genuine 26 июля 2022 года, подписав контракт с BlockBerry Creative, дочерней компанией Polaris Entertainment, в феврале 2022 года.

## Биография
Соне родилась 12 августа 1989 года в Сеуле, посещала Корейскую школу искусств и Университет Тонгук. Мать умерла, когда Соне было 4 года, и затем она переехала в Канвондо вместе с бабушкой и дедушкой, которые продолжили заниматься её воспитанием. Отец впоследствии заболел туберкулёзом и ему пришлось удалить лёгкое. Семье приходилось зарабатывать не только на содержание Соне, но также и для того, чтобы поддерживать жизнь отца (умер 23 июня 2010 года). В 2001 году она участвовала в проекте JYP Entertainment «99% Challenge», где её заметил основатель агентства, Пак Чин Ён, и предложил стать трейни. В агентстве началась её многолетняя дружба с Чжо Квоном из 2AM, который также был стажёром JYP.

## Карьера

### 2006—15: Дебют в Wonder Girls

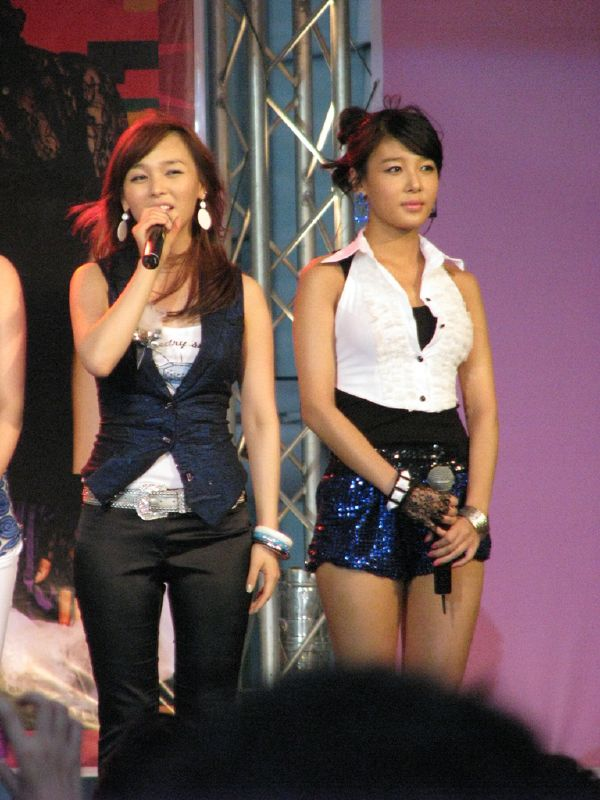
Соне (слева) на фанмитинге Wonder Girls в Бангкоке, май 2008 года

В 2006 году Соне была представлена как первая участница будущей гёрл-группы Wonder Girls. Дебют состоялся в феврале 2007 года с синглом «Irony».
Соне участвовала в записи саундтреков и сотрудничала с другими корейскими певцами в рамках специальных шоу. 7 сентября 2008 года вместе с Чжо Квоном она выступила с песней «This Song» в честь выхода в эфир 500 эпизода музыкального шоу Inkigayo. 26 декабря в эфир вышел рождественский эпизод Music Bank, где вместе с Тхэён (Girls’ Generation), Кюри (Kara) и Гаин (Brown Eyed Girls) она исполнила кавер на сингл «Buttons». 29 декабря на фестивале SBS Gayo Daejun вместе с Тхэён и Davichi она также исполнила кавер на сингл «Stand Up for Love». 1 декабря 2010 года состоялся релиз специального рождественского альбома This Christmas, в записи которого приняли участие все артисты JYP, а 24 декабря они провели первый концерт в Сеуле. 14 февраля 2011 года состоялся релиз сборника саундтреков к дораме «Одержимые мечтой», специально для которой Соне записала песню «Maybe».
В декабре 2014 года Соне заявила, что прекращает карьеру исполнительницы и уходит из индустрии, однако представители JYP опубликовали ответное заявление, где опровергли её слова и подчеркнули, что контракт с агентством всё ещё действителен, и что её слова были сказаны без соглашения с компанией. В JYP также заявили, что Соне по-прежнему участница Wonder Girls, и коллектив распущен не будет. 19 июля 2015 года было объявлено, что эксклюзивный контракт Соне был расторгнут, и она покинет JYP.

### 2018 — настоящее время:Genuine
10 августа 2018 года стало известно, что Соне подписала контракт с Polaris Entertainment. 12 августа она была рассекречена в телешоу «Лучший певец в маске» (англ. King of Masked Singer), где продержалась в течение 2 недель. 27 ноября 2020 года совместно с Чжо Квоном был выпущен цифровой сингл «첫 페이지 (First Page)».
10 декабря 2021 года состоялась премьера пилотного эпизода реалити-шоу «Мама-айдол» (англ. Mama the Idol), где Соне стала одной из участниц основного состава. В 5 эпизоде Соне была выбрана в качестве главной вокалистки проектной гёрл-группы программы, и 28 января был выпущен цифровой сингл «변신해 (WooAh HIP)», который снискал успех в корейских чартах, дебютировав на 30 месте в Bugs, на 243 месте в Genie и на 344 в Melon. 4 февраля был выпущен ремейк песни «대낮에 한 이별 (Farewell Under the Sun)» при участии Им Сылона из 2AM. 17 февраля стало известно, что Соне подписала контракт на дальнейшее продвижение с BlockBerry Creative. 26 июля она выпустит дебютный сольный альбом Genuine, а неделей ранее, 19 июля, состоится релиз сингла «Glass Heart».

## Благотворительность
Вместе с другими участницами Wonder Girls Соне была известна благотворительностью в Корее. Так, в 2010 году она навестила пожилого мужчину, который уединился в горах после того, как несколько раз стал жертвой мошенничества. Исполнительница привезла ему еду, обувь, радио и одежду, и, по словам продюсера, сопровождавшего Соне, она брала мужчину за руки, несмотря на неприятный запах, и помолилась за его здоровье. С 19 по 25 мая 2011 года Соне была с благотворительной миссией в Гаити, где навещала детей в детских домах и ухаживала за больными холерой. 16 октября 2012 года она была приглашена в Университет Джорджа Вашингтона, где прочитала лекцию на тему «Иллюзии айдолов и ответственность».
18 марта 2014 года Соне сообщила, что в июле улетит на Гаити со своим мужем, чтобы в течение 5 лет продолжать там миссионерство. 28 января 2018 года стало известно, что исполнительница покинула Гаити вместе с мужем через 2,5 года после переезда из-за невозможности воспитания детей в условиях нехватки чистой воды, жары и проблем общественной безопасности.

## Личная жизнь

### Отношения
26 января 2013 года Соне вышла замуж за Джеймса Пака, канадца корейского происхождения. Свадьба состоялась в отеле Lotte в Сеуле, и присутствовало около 600 гостей, включая всех артистов JYP и Пак Чин Ёна, а также Girls’ Generation, Kara, Юнха, Бада, Пак Кюн Лим и другие. У пары три дочери: Ын У (Хейли; род. 16 октября 2013 года), Ха Чжин (Элиша, род. 22 апреля 2016 года) и Ю Чжин (Мэдисон; род. 30 января 2019 года).

### Вероисповедание
Соне — христианка. В декабре 2014 года, когда она заявила, что решает покинуть индустрию, выбор был обусловлен её твёрдыми религиозными убеждениями: «Я верила в Иисуса с самого детства с тех пор, как впервые пришла с бабушкой в церковь, но никогда не ощущала с ним [Иисусом] глубокую личную связь. Когда я приехала в США, впервые с дебюта у меня было время для самой себя, и каждое утро я ходила на утреннюю службу в церковь и молилась, чтобы восполнить пустоту в себе. Тогда и пришло осознание, что слова в Библии были живыми. Даже когда я достигла вершины, как певица, я не могла восполнить пустоту в себе, но после встречи с Христом моя жизнь изменилась. Я осознала, что „Первородный грех“ состоит в том, чтобы жить для себя, а не для Иисуса».

## Дискография

### Альбомы
| Название | Информация об альбоме                                                                               | Пиковая позиция в чартах | Продажи      |
| Название | Информация об альбоме                                                                               | KOR                      | Продажи      |
| -------- | --------------------------------------------------------------------------------------------------- | ------------------------ | ------------ |
| Genuine  | - Выпущен: 26 июля 2022 года - Лейбл: Blockberry Creative - Формат: CD, цифровая загрузка, стриминг | 69                       | - KOR: 1,240 |

### Синглы
| Название                                                    | Год  | Пиковая позиция в чартах | Альбом                           |
| Название                                                    | Год  | KOR                      | Альбом                           |
| ----------------------------------------------------------- | ---- | ------------------------ | -------------------------------- |
| «일월지가»                                                  | 2007 | N/A                      | Conspiracy in the Court OST      |
| «Maybe»                                                     | 2011 | 10                       | Dream High OST Part 2 (드림하이) |
| «The Sound of Love»                                         | 2012 | 50                       | Feast of the Gods OST            |
| «Come to Me»                                                | 2012 | 62                       | Ohlala Couple OST                |
| «I Love You»                                                | 2016 | —                        | United Korea 4 the World         |
| «Password 486» (비밀번호 486) (с Доён)                      | 2018 | —                        | King of Mask Singer Episode 165  |
| «First Page» (첫 페이지) (с Чжо Квоном)                     | 2020 | —                        | Не синглы с альбома              |
| «Separation in the Daytime» (대낮에 한 이별) (с Им Сылоном) | 2022 | 58                       | Не синглы с альбома              |
| «Love, ing» (열애중)                                        | 2022 | —                        | Не синглы с альбома              |
| «Glass Heart»                                               | 2022 | —                        | Genuine                          |
| «Just a Dancer»                                             | 2022 | —                        | Genuine                          |
| «Greetings» (안부) (при участии Чжо Квона)                  | 2022 | 139                      | Сингл вне альбома                |

## Фильмография
| Год  |   | Русское название        | Оригинальное название | Роль              |
| ---- | - | ----------------------- | --------------------- | ----------------- |
| 2010 | ф | Последний крёстный отец | The Last Godfather    | В роли самой себя |
| 2012 | ф | The Wonder Girls        | The Wonder Girls      | В роли самой себя |

## Концерты и туры

### Участие в концертах
- Bad Party (концерт Пак Чин Ёна, 2010)[45]

## Награды и номинации
| Год  | Церемония         | Номинация                        | Результат |
| ---- | ----------------- | -------------------------------- | --------- |
| 2011 | Mnet Media Awards | Самая завораживающая леди        | Номинация |
| 2013 | Shorty Awards     | Лучшая певица в социальных сетях | Номинация |